# Régine Poncet
Régine Poncet est une actrice française.

## Filmographie
- 1933 : La Complice de Giuseppe Guarino[1]
- 1936 : Les Grands de Félix Gandéra : Lolie
- 1937 : Une femme sans importance de Jean Choux
- 1937 : L'Appel de la vie de Georges Neveux : Yvonne Coural
- 1938 : Tamara la complaisante de Jean Delannoy et Félix Gandéra : Lydia
- 1942 : L'Homme qui joue avec le feu de Jean de Limur : la femme